# Margarete Ferida

Margarete Ferida, Fotografie von Carl Pietzner (1853–1927), ca. 1908

Margarethe Ferida, Der Humorist, 1. Mai 1903

Margarete Ferida (auch Margarethe Ferida; * 5. Februar 1875 als Margarete Ida Vogt in Oels; † 25. August 1950 in Berlin) war eine deutsche Theater- und Stummfilmschauspielerin.

## Leben und Wirken
Die Tochter des Majors und späteren Oberstleutnants Hermann Vogt und seiner Frau Ottilie, geb. Schlöffel, erhielt ihre dramatische Ausbildung bei Minna Wollrabe in Berlin. Ihre Bühnenkarriere begann sie 1896 unter dem Künstlernamen Margarete Ferida am Berliner Residenztheater, danach war sie zwei Jahre am Residenztheater Wiesbaden engagiert. Es folgten u. a. das Hoftheater Baden-Baden, das Orpheum in Frankfurt am Main sowie das Deutsche Schauspielhaus Hamburg, bevor sie auf Betreiben Josef Jarnos ans Theater in der Josefstadt nach Wien ging. Nach Stationen am Wiener Bürgertheater, am Brünner Stadttheater und wiederum diversen Wiener Bühnen war sie ab 1915 dann auch beim deutschen Stummfilm tätig.
Im Sommer 1918 heiratete Margarete Ferida den Privatier Sigismund von Bennigsen, der jedoch bereits Ende Januar 1919 starb. Zu Beginn der 1920er-Jahre war ihre Filmkarriere weitgehend beendet, nur zwei Auftritte sind noch dokumentiert. Sie starb 1950 in ihrer Wohnung in Berlin-Wilmersdorf.

## Filmografie
- 1915: Das erste Weib
- 1916: Das letzte Spiel
- 1916: Der Schirm mit dem Schwan
- 1916: Die aus dem Jenseits kam
- 1916: Die Frau im Spiegel
- 1916: Die grüne Phiole
- 1916: Gräfin de Castro
- 1916: Homunculus, Teil 2: Das geheimnisvolle Buch
- 1916: Im Angesicht des Toten
- 1916: Welker Lorbeer
- 1917: Das Spiel vom Tode
- 1917: Der keusche Josef
- 1917: Gesühnte Schuld
- 1917: Herr und Diener
- 1917: Der Herr der Welt, Teil 1: Liebe
- 1918: Der Herr der Welt, Teil 2: Der lebende Tote
- 1918: Der Schwur
- 1918: Herbstzauber
- 1918: Irrwege der Liebe
- 1918: Lebendig tot
- 1918: Mitternacht
- 1919: Das Licht am Fenster
- 1919: Das Schicksal der Carola von Geldern
- 1919: Der letzte Untertan
- 1919: Die Bodega von Los Cuerros
- 1919: Kinder der Liebe, Teil 2
- 1919: Kitsch
- 1919: Liebeswirren
- 1919: Lucas, Kapitel fünfzehn
- 1919: Hungernde Millionäre
- 1922: Das blinde Glück
- 1927: Tragödie des Zarenhauses[8]